# Zamkowa Wola
Zamkowa Wola – wieś w Polsce położona w województwie świętokrzyskim, w powiecie kieleckim, w gminie Łagów.
| SIMC    | Nazwa   | Rodzaj    |
| ------- | ------- | --------- |
| 0248220 | Karczma | część wsi |
| 0248237 | Kąt     | część wsi |
| 0248243 | Zasuwa  | część wsi |

W latach 1975–1998 miejscowość administracyjnie należała do województwa kieleckiego.
Wieś znana od 1441 r. pod nazwą Wola Ząbkowa, jako własność biskupów krakowskich.